# Eugene Ormandy
Eugene Ormandy, właśc. Jenő Blau (ur. 18 listopada 1899 w Budapeszcie, zm. 12 marca 1985 w Filadelfii) – amerykański dyrygent i skrzypek pochodzenia węgierskiego.

## Życiorys
Urodził się w Budapeszcie, w rodzinie żydowskiej. Ukończył studia muzyczne na budapeszteńskiej Akademii Muzycznej. W wieku jedenastu lat zdał egzamin z gry na skrzypcach u Jenő Hubaya. Po wielu występach koncertowych, w wieku siedemnastu lat został wykładowcą na wspomnianej akademii.

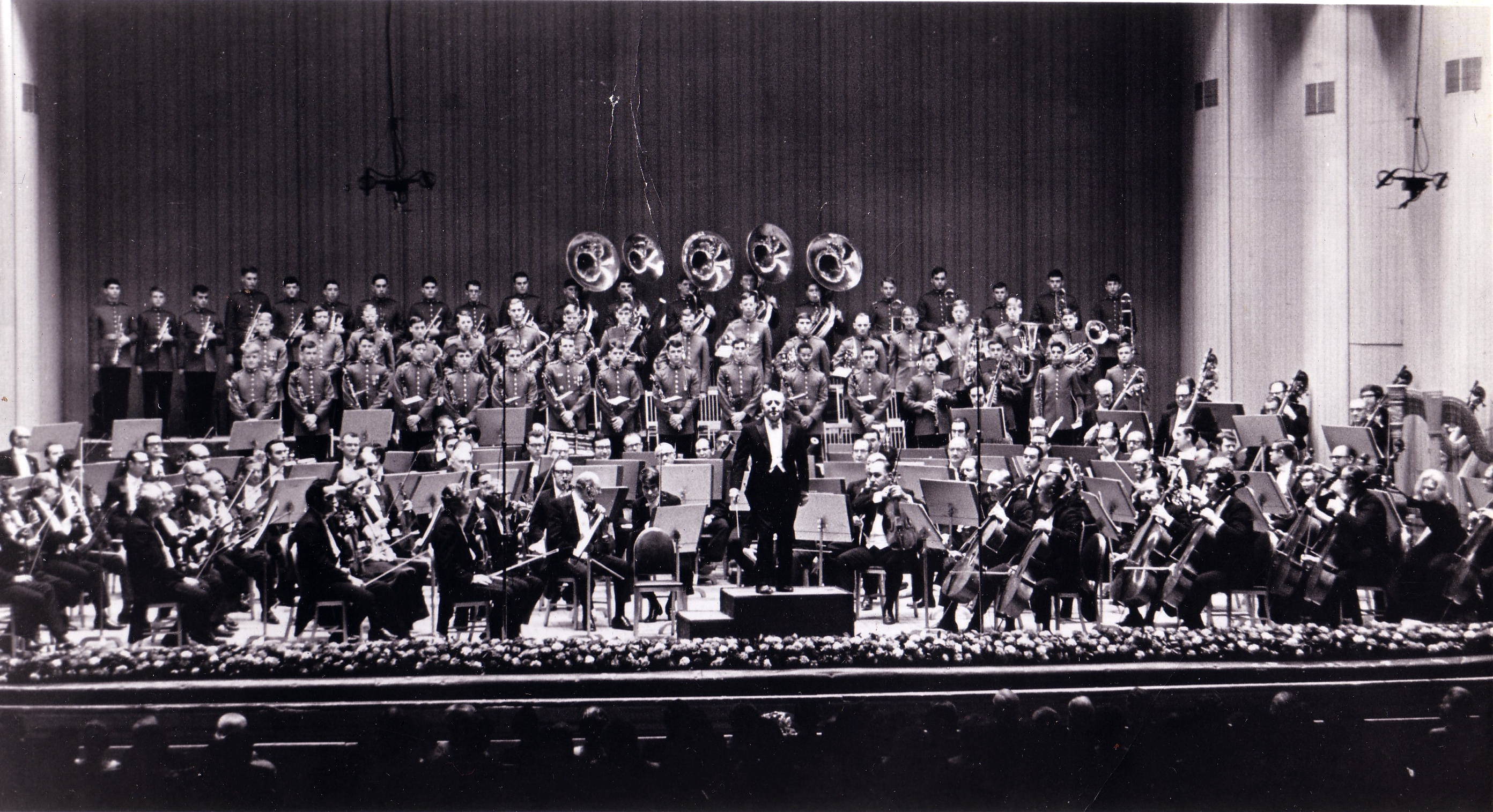
Eugene Ormandy i Philadelphia Orchestra, 1970

W 1921 wyemigrował do Stanów Zjednoczonych i przybrał nazwisko Eugene Ormandy, nawiązujące do nazwy statku pasażerskiego „Normandie”, na którym przybył do nowej ojczyzny. W Nowym Jorku podjął pracę skrzypka, potem dyrygenta orkiestry, która w kinoteatrze „Capitol” grała podczas projekcji niemych filmów. W 1927 roku otrzymał amerykańskie obywatelstwo.
W latach 1931–1936 był dyrygentem Minneapolis Symphony Orchestra. W 1936 został asystentem dyrektora muzycznego Orkiestry Filadelfijskiej, a w latach 1938–1980 – samodzielnym dyrektorem muzycznym i pierwszym dyrygentem tej orkiestry.
Dyrygował prawykonaniami m.in. Violin Concerto Samuela Barbera, III Koncertu fortepianowego Béli Bartóka, Symphony No. 5 Op.43, „Sinfonia Sacra” Howarda Hansona, IV Symfonii Bohuslava Martinů, Tańców symfonicznych Siergieja Rachmaninowa oraz Concerto for Improvising Solo Instruments and Orchestra Lukasa Fossa.
Lp0Ormandy został pięciokrotnie uhonorowany nagrodą Grammy. Kawaler Komandor Orderu Imperium Brytyjskiego (KBE, 1976).